# Kocaeli Üniversitesi

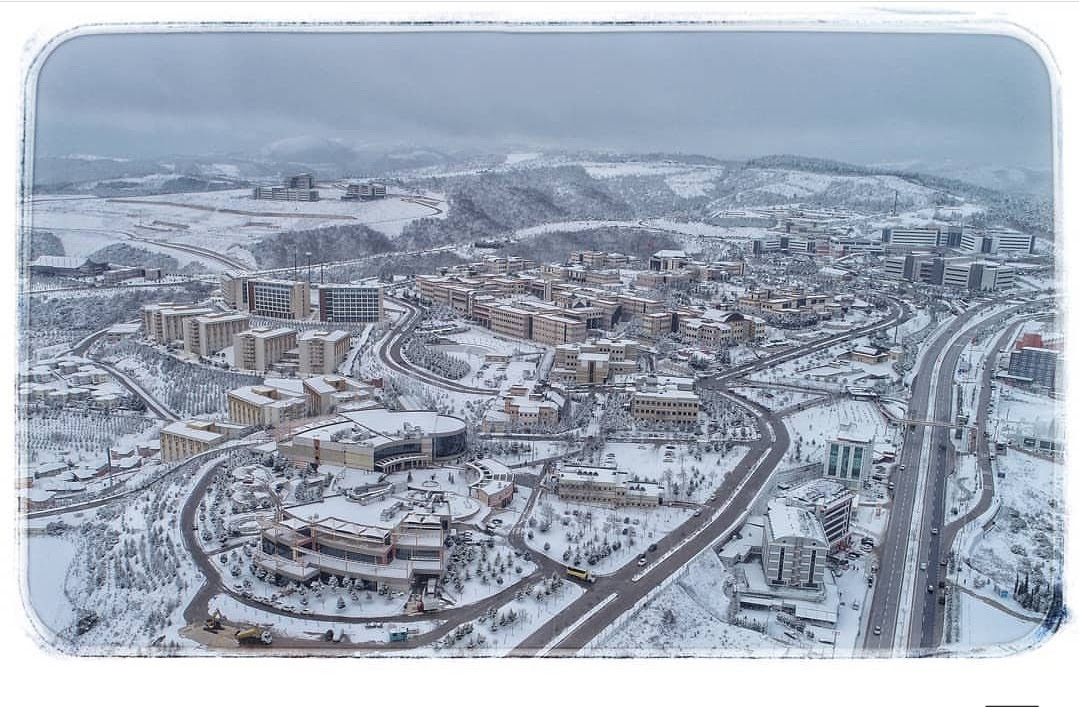
Die staatliche Universität "Kocaeli Üniversitesi".

Die Kocaeli Üniversitesi (deutsch: Universität Kocaeli, kurz: KOU) ist eine staatliche Universität und gehört mit über 55.000 Studierenden zu den größten Universitäten in der Türkei.

## Geschichte
Die Universität Kocaeli wurde 1976 als Akademie für Ingenieurwissenschaften und Architektur in Kocaeli gegründet. Damals wurde zunächst in den ingenieurswissenschaftlichen Fachbereichen Maschinenbau und Elektrotechnik sowie Sprach- und Kulturwissenschaften gelehrt. Später erhielt die Akademie den Status einer Fakultät und bekam 1982 als Universität Yıldız (heute Technische Universität Yıldız) den Standort in Kocaeli. Als Folge der durch den Hochschulrat der Türkei beschlossenen Hochschulreform wurde die Fakultät in Kocaeli eine eigenständige Hochschule.

## Campus

### Umuttepe Campus (Zentralbereich)
Auf Grund des Erdbebens von Gölcük im August 1999 wurde das Universitätsgebäude in großen Teilen zerstört. Im Herbst 2004 wurde der neugebaute Campus in Betrieb genommen. Alle Fachbereiche außer der Fakultät für Ingenieurwesen zogen im Jahr 2006 um. 

### Anıtpark Campus
Der Anıtpark Campus, der die Fakultäten Architektur und Sprachen- und Kulturwissenschaften umfasst, befindet sich im Stadtzentrum von İzmit.

## Fakultäten und Fachbereiche
Die Universität Kocaeli gliedert sich in folgende Fachbereiche:
- Fakultät für Ingenieurwesen
  - Ingenieurwesen für Maschinenbau
  - Ingenieurwesen für Elektro- und Kommunikationstechnologie
  - Ingenieurwesen für Mechatronik
  - Ingenieurwesen für Umweltwissenschaft
  - Ingenieurwesen für Metall- und Werkstoffkunde
  - Ingenieurwesen für Geowissenschaften und Geographie
  - Ingenieurwesen für Photogrammetrie und Geodäsie
  - Ingenieurwesen für Chemie
  - Bauingenieurwesen
  - Wirtschaftsingenieurwesen

- Fakultät Wirtschaft- und Verwaltungswissenschaften
- Fakultät für Technologie
- Fakultät Bildungswesen
- Fakultät Kunst- und Naturwissenschaften
- Fakultät Medizin
- Fakultät Zahnmedizin
- Fakultät Architektur
- Fakultät Kommunikation
- Fakultät Rechtswissenschaften
- Fakultät Schöne Künste